# 독립공채표

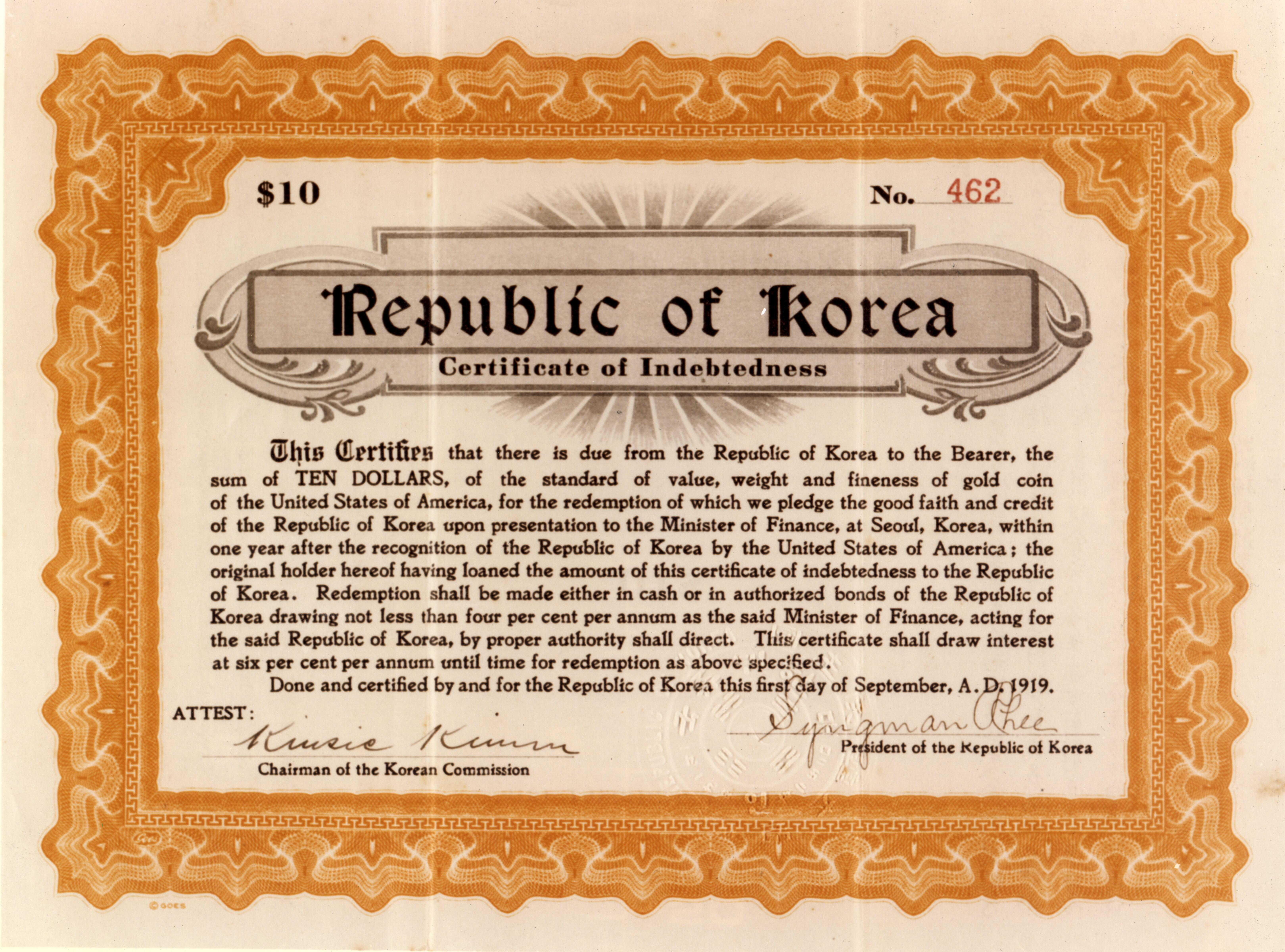
1919년 9월 1일 발행된 10달러 독립공채표.

독립공채표 또는 대한독립공채표는 대한민국 임시정부에서 발행한 최초의 채권이다. 1919년 8월 30일 최초로 인쇄, 9월 1일부터 판매되었으며 1948년 7월 21일까지 발행, 판매되었다. 구미위원부는 수시로 미국 내 한인 교민들에게 애국의연금과 자금 모집, 독립공채 채권등을 판매하였다. 구미위원부에서 발행한 공채 채권 중에는 윤치영, 허정, 남궁염, 서재필, 이기붕, 임병직, 유일한 등이 소장하고 있던 채권이 박물관에 기증되어 일부 전한다. 독립채권, 독립공채 등으로도 부른다.
임시정부에서는 독립 후, 정부수립일로부터 5년부터 30년 이내에 액면가에 소정의 이자를 합산해 보상해주기로 결정하였다. 그러나 채권 금액에 대한 보상은 1984년 6월 30일부터 시작되었다.

## 개요
인구세와 애국의연금으로 임시정부에 송금할 자금 조달이 어려워지자 대한민국임시정부 구미외교위원부는 김규식, 이승만, 서재필, 현순, 정한경 등의 주도로 예산을 조달할 자금 마련을 논의하였다. 그 결과 채권을 발행하기로 하고, 채권에 명시된 금액은 한국이 독립하면 정식으로 수립된 한국 정부에서 원금과 소정의 이자를 지불하기로 결정하였다. 그 시기는 당초 이승만은 독립 후 1년부터 상환해주자 하였지만, 11월 29일 임정 회의에서는 보상 기간을 정부 수립후 5년부터 30년간으로 결정되었다.
1919년 9월 1일에 구미위원장 김규식, 대통령 이승만 명의로 공채표가 공식 발행되어 판매되었다. 칭호는 certificate of indebtedness이고 발행 주체는 Republic of Korea(대한민국)라 하였다. 영문 공채표 외에도 한글 공채표, 한문 공채표가 작성되어 발행되었다. 구미위원부는 1919년 9월 4일 국민회 중앙총회에 관련 공문을 전보로 발송하고 자금 모금 개시를 시작하였다. 이후 모금은 구미위원부 훈령으로 발의되어 대한인국민회, 대한인동지회 그밖에 각지의 한인단체 위주로 발송되었다.
| “ | 최초의 한글 공채표 문장 대한민국 공채표 이는 대한민국 정부가 이 증표를 가진 사람에게 금화 일백 원을 채부한 것을 증거함이니, 북미합중국 정부가 대한민국을 승인한 후 1개년 내로 대한 경성에서 대한정부 재무부 총장에게 이 표를 들이면 곧 합중국에서 통용하는 금화의 대등으로 보상하기를 대한민국의 명예와 신용으로 담보하노니, 이 보상 금액은 현금으로나 대한민국의 공채증권으로 대신하거나 대한민국 정부 재무부 총장의 편의를 따라 처리할 것이며, 이식은 소불하며 연에 백분지 4로 정하며 이상에 말한 대로 보상할 때까지는 매년 백분지 6의 이식으로 계산함. 대한민국 원년 9월 1일. 대한민국 집정관 총재 리승만. 특파주차구미위원장 김규식 | ” |

초창기의 공채표는 펜으로 기술한 서류였으나, 이후 서재필 등의 주선으로 정식으로 인쇄소에서 인쇄, 발행되었다. 이후 임정 구미위원부의 건의로 상하이 임시정부는 1919년 11월 29일 임정 재무부, 외무부 회의에서 독립공채조례, 공채표발행규정(公債票發行規程), 공채모집위원규정을 작성, 당일 대한민국 임시의정원 임시회의에 발의, 통과되어 선포되었다. 공채는 외국인에게도 판매를 허용하였고, 채권 매입액이 1만 원을 초과하면 특별히 독립 표창을 수여한다고 규정하였다. 1919년 9월 1일부터 12월 31일까지 첫 해에 발행된 공채표는 따로 대한민국원년독립공채라 불렸다. 대한민국원년독립공채 중에는 용지 상태와 비인쇄물이 있어 희귀하다.

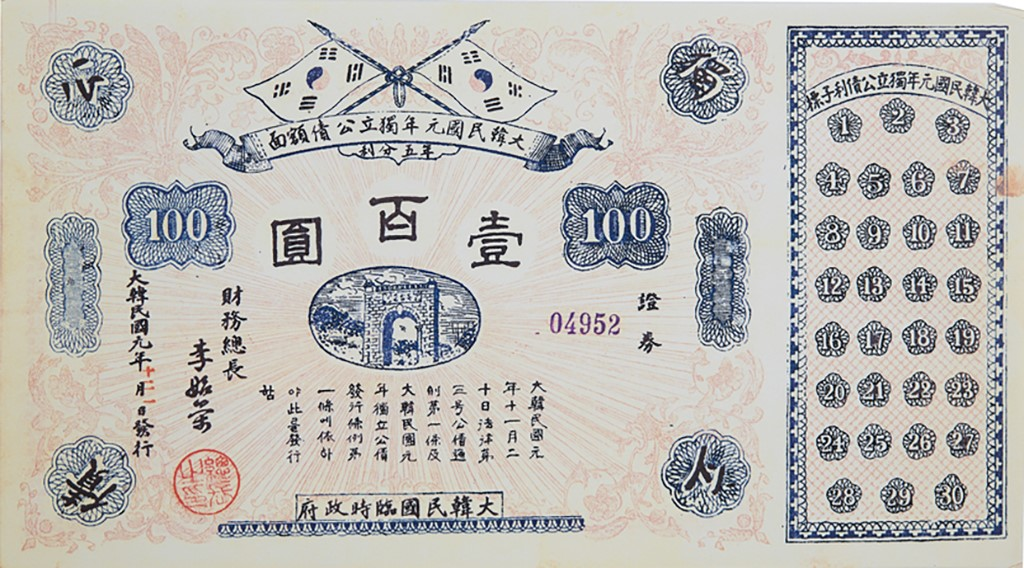
1927년 12월 1일, 재무총장 이시영 이름으로 발행된 100달러 독립공채.

대한민국 임시의정원의 11월 29일 임시회에서 결의한 바에 의하면 1920년 4월부터 판매한다고 하였으나 최초의 독립공채표는 1919년 8월에 발행되어 기 판매중이었다. 공채표는 이후 대한민국임시정부 구미외교위원부의 주도로 주로 발행되어 미국, 프랑스, 독일 등에 운반, 판매되었다. 1945년 8월 10일 일본의 항복이 확정된 후에도 계속 발행, 7월 21일 제헌국회에서 각료를 선출할 때까지도 계속 발행, 판매되었다.

## 채권 보상
독립공채표에 대한 보상은 독립 후, 정부가 수립된지 5년 되는 해부터 30년이 되는 해까지 수시로 상환해주기로 약정하였다. 그러나 시행되지 못하다가 1984년 6월 30일 독립공채상환에관한특별조치법(약칭 독립공채상환법)이 발의되어 국무회의에 통과되었다. 이에 따라 채권에 명시된 액면가 금액에 소정의 이자를 합산하여 지불하기 시작하였다.

## 기타
임정 재무부의 서기로 있던 이현수는 독립공채의 모집 위원에 임명되어 임시정부 재무부장 이시영, 재무부 차장 윤현진 명의로 발행된 채권 천원권 30매, 오백원권 20매를 소화하고 나머지 채권을 판매하던 중 발각되어 체포되었다.
윤치영 등은 1936년 흥업구락부 사건 당시 조선총독부 경무국에서 가택수색을 하던 중, 소지품 안에서 소장하고 있던 다량의 독립공채표가 발견되어 체포되었다. 검문검속 과정에서 대부분의 독립채권이 형사들에게 압수되었지만 윤치영이 소지하고 있던 일부 독립채권은 해방 뒤 우연히 발견되었고, 그는 한국일보에 공개한 후 금액을 받지 않고 무상 기증하였다.

## 같이 보기
| - 임정 구미위원부 - 채권 (금융) - 지방채 - 정부채 - 이승만 - 서재필 - 김규식 - 현순 - 안창호 - 임병직 - 정한경 - 주택 채권 | - 국채보상운동 - 금 모으기 운동 - 서상돈 - 김광제 - 에른스트 베델 - 윤웅렬 - 윤치호 - 허정 |

## 참고 자료
- 임정 재무부장 이시영 명의로 발행된 액면가 오백원권 공채표
- 이승만, 김규식 명의로 발행된 1919년 1423번 액면가 10달러 공채표
- 조흥은행에서 소장중인 오백원, 천원권 독립공채표 복사본[깨진 링크(과거 내용 찾기)]